# Koninklijke Heijmans NV
Koninklijke Heijmans N.V., gevestigd te Rosmalen, is een Nederlands beursgenoteerd bouwbedrijf. Na de verkoop van activiteiten in België en Duitsland in 2016 en 2017 is de onderneming enkel actief op de Nederlandse markt.

## Geschiedenis
De oprichter van Heijmans NV is Jan Heijmans. Hij startte op 20-jarige leeftijd in 1923 een stratenmakersbedrijf. Tijdens de wederopbouw na de Tweede Wereldoorlog verwierf het bedrijf vele opdrachten op het terrein van wegenbouw. Ook werden er door het bedrijf vliegvelden aangelegd. Het aannemersbedrijf Koninklijke Van Drunen werd overgenomen. Heijmans startte als een van de eersten met bitumineuze wegverhardingen. In 1993 kreeg Heijmans een notering aan de Amsterdamse effectenbeurs. Daarmee boorde het bedrijf een nieuwe bron van kapitaal aan, die verdere groei en overnames mogelijk maakte.
In de Parlementaire enquête naar bouwfraude uit 2002 werd onder meer Heijmans onderzocht. Het bedrijf is daarop beboet door de Nederlandse Mededingingsautoriteit voor een bedrag van 14,8 miljoen euro, circa 20% van het totaalbedrag aan uitgedeelde boetes.
In februari 2017 verkocht Heijmans alle aandelen van haar Belgische bedrijven Heijmans Bouw, Heijmans Infra en Van den Berg aan Besix. De verkoopopbrengst van 40 miljoen euro wordt gebruikt om schulden af te betalen. In maart 2017 volgde de verkoop van de Duitse dochteronderneming Oevermann voor 60 miljoen euro aan Porr Deutschland. De verkoop levert een boekwinst op van ongeveer 15 miljoen euro. De transactie wordt naar verwachting afgerond in het tweede kwartaal van 2017, na goedkeuring van de mededingingsautoriteiten. Oevermann is in Duitsland actief in de wegen- en de utiliteitsbouw. Het bedrijf telt circa 700 medewerkers en behaalde in 2016 een omzet van 215 miljoen euro.
Over de boekjaren 2013 tot en met 2019 heeft Heijmans geen dividend uitgekeerd; van 2008 tot en met 2016 verkeerde het bedrijf in een moeilijke financiële situatie met dalende omzet, relatief grote verliescijfers en stevige schulden. Vanaf 2017 werd er weer winst gemaakt en zijn zowel de omzet als winst geleidelijk weer toegenomen. Er kan intussen met recht van een 'turn around' ten aanzien van het bedrijf gesproken worden: na een zwakke periode treedt duidelijk herstel op. Over 2019 zou in eerste instantie weer dividend worden uitgekeerd, maar dit voorstel was ingetrokken aan het einde van maart 2020 door het coronavirus (Covid-19). Op dat moment was nog onduidelijk hoelang en hoe hevig het coronavirus de resultaten van het bedrijf zouden beïnvloeden. Toen later bleek dat de omzet en winst juist waren gestegen ondanks de coronasituatie, kondigde Heijmans in februari 2021 aan weer dividend te zullen uitkeren (voor het eerst sinds 2012), startende met de dividendbetaling van 2020. Aldus is een royaal gebaar aan de aandeelhouders gemaakt. Op de effectenbeurs noteert het aandeel Heijmans in november fors hoger na het herstelde vertrouwen in de onderneming. Het lijkt de zorgen achter zich gelaten te hebben.
In juni 2023 maakte het bedrijf bekend het Geffense familiebedrijf Van Wanrooij Bouw & Ontwikkeling voor circa 298 miljoen euro over te nemen. Heijmans werd daarmee in één klap het tweede bouwbedrijf van Nederland. Hiermee stijgt de pro forma 2022 omzet van Heijmans met ruim 20% naar 2,2 miljard euro en verdubbelt de werkvoorraad in vastgoedontwikkeling van circa 15.000 naar 29.000 nieuwbouwwoningen.
In september 2024 rondde het bedrijf de overname van ontwikkel- en bouwbedrijf Van Gisbergen af. Van Gisbergen haalde in 2023 een omzet van € 45 miljoen met een netto resultaat van € 3 miljoen. Van Gisbergen heeft een eigen portefeuille met 2200 grondposities.

## Activiteiten
Heijmans is actief op het gebied van vastgoed, woningbouw, utiliteit en infrastructuur. Het bedrijf is vooral actief in Nederland en werkt voor woonconsumenten, bedrijven en overheden. De onderneming had in 2024 een omzet van 2,6 miljard euro en er werkten 5650 fte per jaareinde 2024.
In 2015 was het, na Koninklijke BAM Groep en Koninklijke Volker Wessels Stevin, qua omzet het derde bouwbedrijf in Nederland.
In 2016 besloot Heijmans zich terug te trekken uit het buitenland en zich volledig te richten op de Nederlandse markt. De opbrengst van de verkopen van de buitenlandse activiteiten werd gebruikt voor het terugbrengen van de schulden. Het grote verlies in 2016 was vooral een gevolg van settlements en voorzieningen op diverse moeilijke projecten, waaronder de N23 Westfrisiaweg, die in totaal circa 90 miljoen bedroegen.
| Jaar | Omzet (× miljard) | Netto- resultaat (× miljoen) |
| ---- | ----------------- | ---------------------------- |
| 2003 | € 2,60            | € 60,0                       |
| 2004 | € 2,67            | € 40,1                       |
| 2005 | € 2,84            | € 87,1                       |
| 2006 | € 2,94            | € 82,5                       |
| 2007 | € 3,73            | € 56,4                       |
| 2008 | € 3,63            | € −34                        |
| 2009 | € 3,08            | € −40,4                      |
| 2010 | € 2,68            | € 15,7                       |
| 2011 | € 2,36            | € −37,6                      |
| 2012 | € 2,32            | € −87,7                      |
| 2013 | € 2,00            | € 1,9                        |
| 2014 | € 1,87            | € −47,3                      |
| 2015 | € 1,98            | € −27,3                      |
| 2016 | € 1,88            | € −110,5                     |
| 2017 | € 1,49            | € 19,5                       |
| 2018 | € 1,58            | € 20,5                       |
| 2019 | € 1,60            | € 30,1                       |
| 2020 | € 1,75            | € 40,1                       |
| 2021 | € 1,75            | € 50,3                       |
| 2022 | € 1,81            | € 59,6                       |
| 2023 | € 2,12            | € 60,0                       |
| 2024 | € 2,58            | € 90,0                       |

## Trivia
- Heijmans was een van de aannemers van het ING House dat in 2002 gereed kwam.
- Het door Heijmans gebouwde Viaduct Nieuwe Houtenseweg van 140 meter lengte en 200 ton aan gewicht, was bij gereedkoming in 2012 de langste lichtgewichtbrug ter wereld.

Aalberts · Air France-KLM · Alfen · Allfunds · AMG · Aperam · ARCADIS ·  Basic-Fit · Corbion · CTP · Eurocommercial Properties · Fagron · Flow Traders · Fugro · Galapagos · InPost · JDE Peet's · Just Eat Takeaway · OCI · SBM Offshore · Signify · TKH Group · Van Lanschot Kempen · Vopak · WDP